# Pipit farlouse
Anthus pratensis
Espèce
Statut de conservation UICN

 LC  : Préoccupation mineure
Le Pipit farlouse (Anthus pratensis), également appelé Pipit des prés ou Béguinette en wallon, est une espèce de passereaux appartenant à la famille des Motacillidae.
Le pipit farlouse est une des espèces d'oiseaux qui a connu le plus fort déclin en France depuis 2001 : les deux tiers de ses effectifs ont disparu.

## Description
Le Pipit farlouse a le dessus du plumage marron à rayures sombres, le dessous est plus clair avec des rayures plus petites et plus nombreuses sur le bas. L'absence de sourcil prononcé le différencie des autres pipits. Les rectrices extérieures sont blanches et les pattes sont brunâtres chez l'adulte et roses chez les jeunes. Il est à noter que sa griffe postérieure est plus longue que le doigt lui-même. Cet oiseau ressemble au Pipit des arbres (Anthus trivialis), qui a la poitrine jaunâtre et aux pattes tirant sur le rose, avec un ongle postérieur court. Il mesure environ 15 centimètres pour une envergure de 22 à 25 centimètres.

## Comportement

### Alimentation
En été, le Pipit farlouse se nourrit principalement de petits insectes diurnes et d'araignées en tout genre. En hiver, il mange également des escargots et des graines.

### Cri et chant
Le cri d'appel du Pipit farlouse est un "ist" ou "ististe" aigu; à proximité du nid souvent durable et monotone "tlitlitli". Son chant, qu'il exécute en courtes envolées, est haut et mince. Il commence à chanter avant le début du vol chanté, puis s'élève généralement à partir d'une élévation du sol et ne revient généralement pas au point de départ lors de la descente en plané.

### Reproduction
Le Pipit farlouse est un oiseau qui niche dans les paysages ouverts. On le trouve dans les marais, les dunes et les prairies humides jusqu'aux landes et aux hautes landes. La période d'incubation commence à la mi-avril dans le sud de sa zone d'expansion et au début du mois de juin dans le nord. En général, il élève deux couvées par année; dans des cas exceptionnels, le Pipit farlouse fait même une troisième couvée.
Le Pipit farlouse fait son nid avec de la paille et de la mousse directement sur le sol, dans un endroit qui ne peut pas être vu depuis en haut. Il est construit essentiellement par la femelle. La femelle pond généralement de quatre à six œufs gris clair qu'elle couve seule pendant environ 15 jours après la ponte du dernier œuf. Les oisillons sont nourris par les parents pendant 12 à 14 jours. C'est l'un des oiseaux-hôte du coucou.

## Répartition et habitat

### Répartition

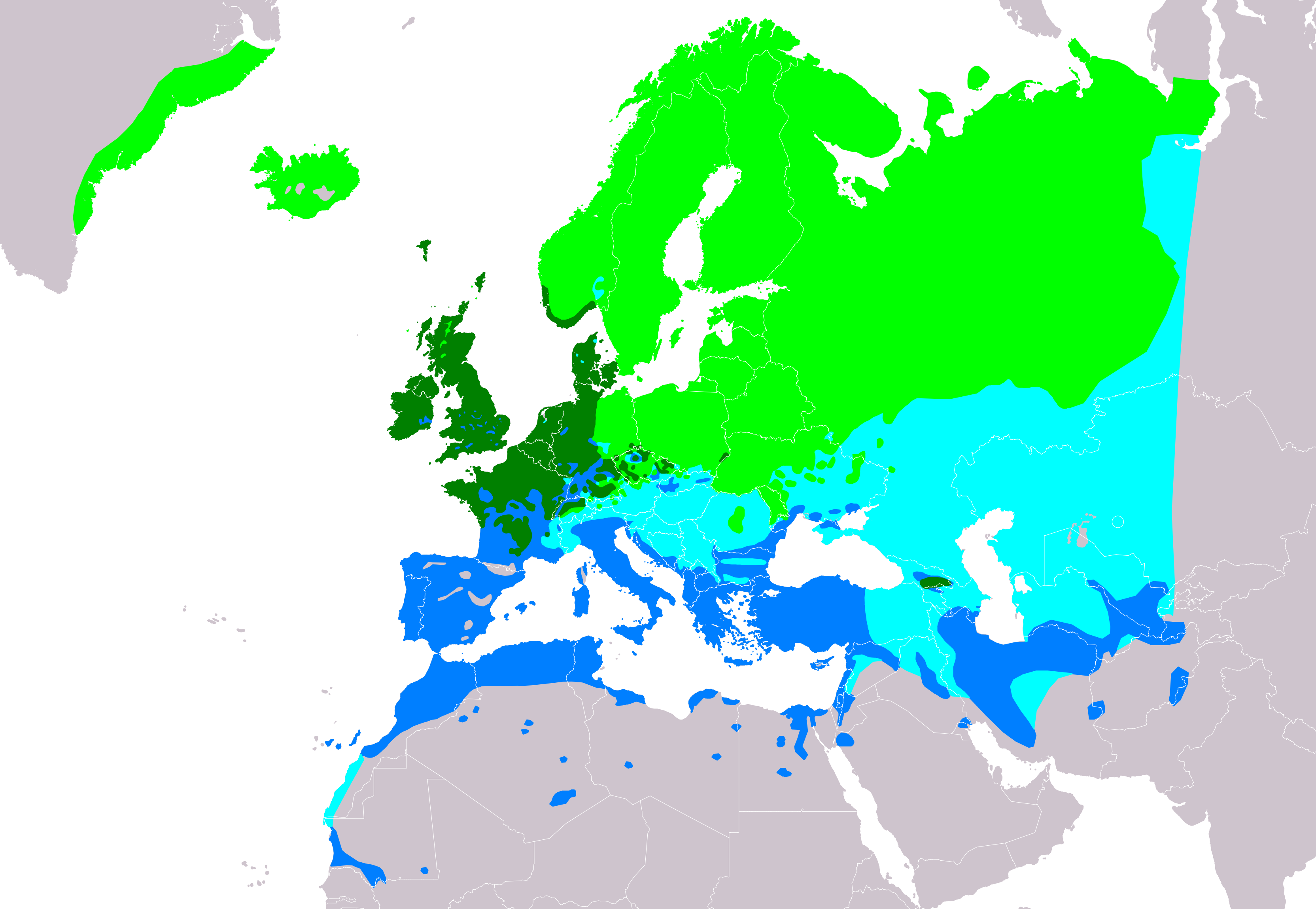

Son aire de nidification s'étend à travers le paléarctique occidental depuis le nord-ouest de la Sibérie. Il est sédentaire dans le nord-ouest de l'Europe. Il hiverne à travers le bassin méditerranéen jusqu'en Mauritanie et au nord du Pakistan.

### Habitat
Il habite dans les zones non cultivées, comme les landes et, les prés humides et les pâturages. On peut également le trouver en montagne. Durant la migration, on le trouve souvent en grand groupe dans les champs et au bord des étangs.

## Systématique

### Sous-espèces
D'après Alan P. Peterson, il existe les deux sous-espèces suivantes :
- Anthus pratensis pratensis (Linnaeus, 1758)
- Anthus pratensis whistleri Clancey, 1942

D'après la classification de référence (version 12.2, 2022) du Congrès ornithologique international (ordre phylogénique), Anthus pratensis ne possède pas de sous-espèce.

## Le Pipit farlouse et l'Homme

### Culture populaire
- « Pipit Farlouse » est également le nom d'un personnage de bande dessinée créé par Riad Sattouf (Pipit Farlouse, 2 tomes chez Milan), un petit oiseau collégien.

## Galerie

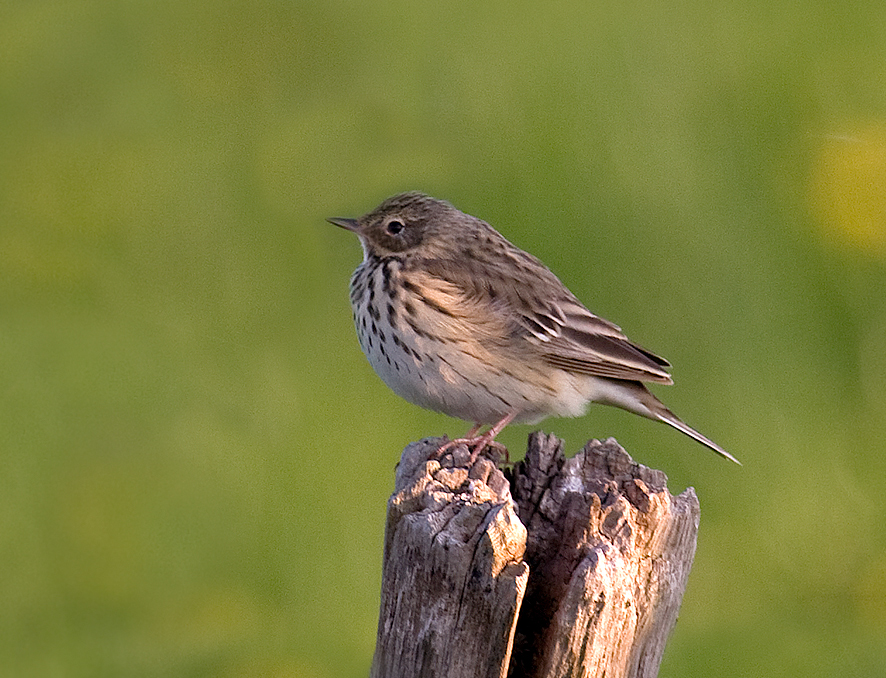
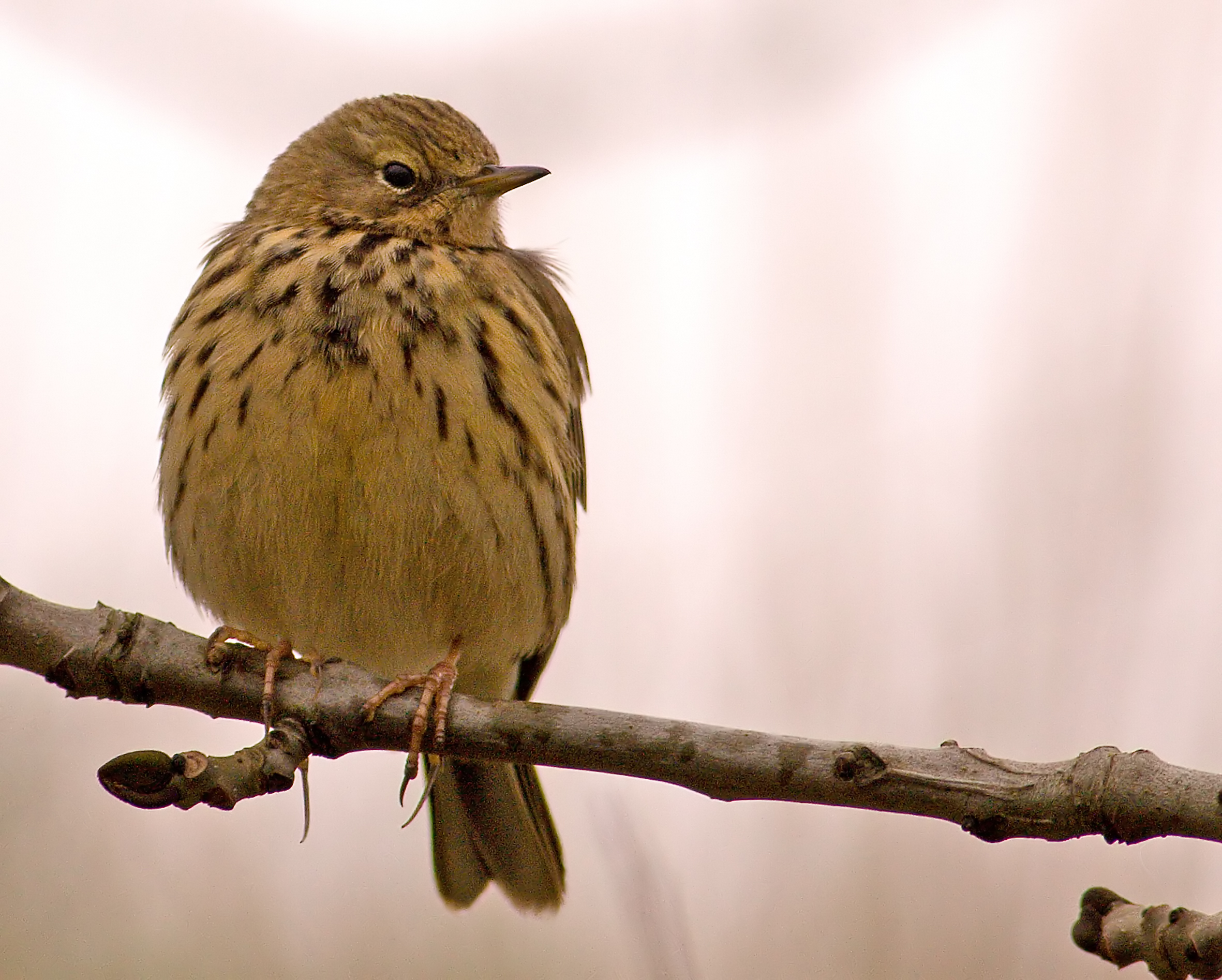
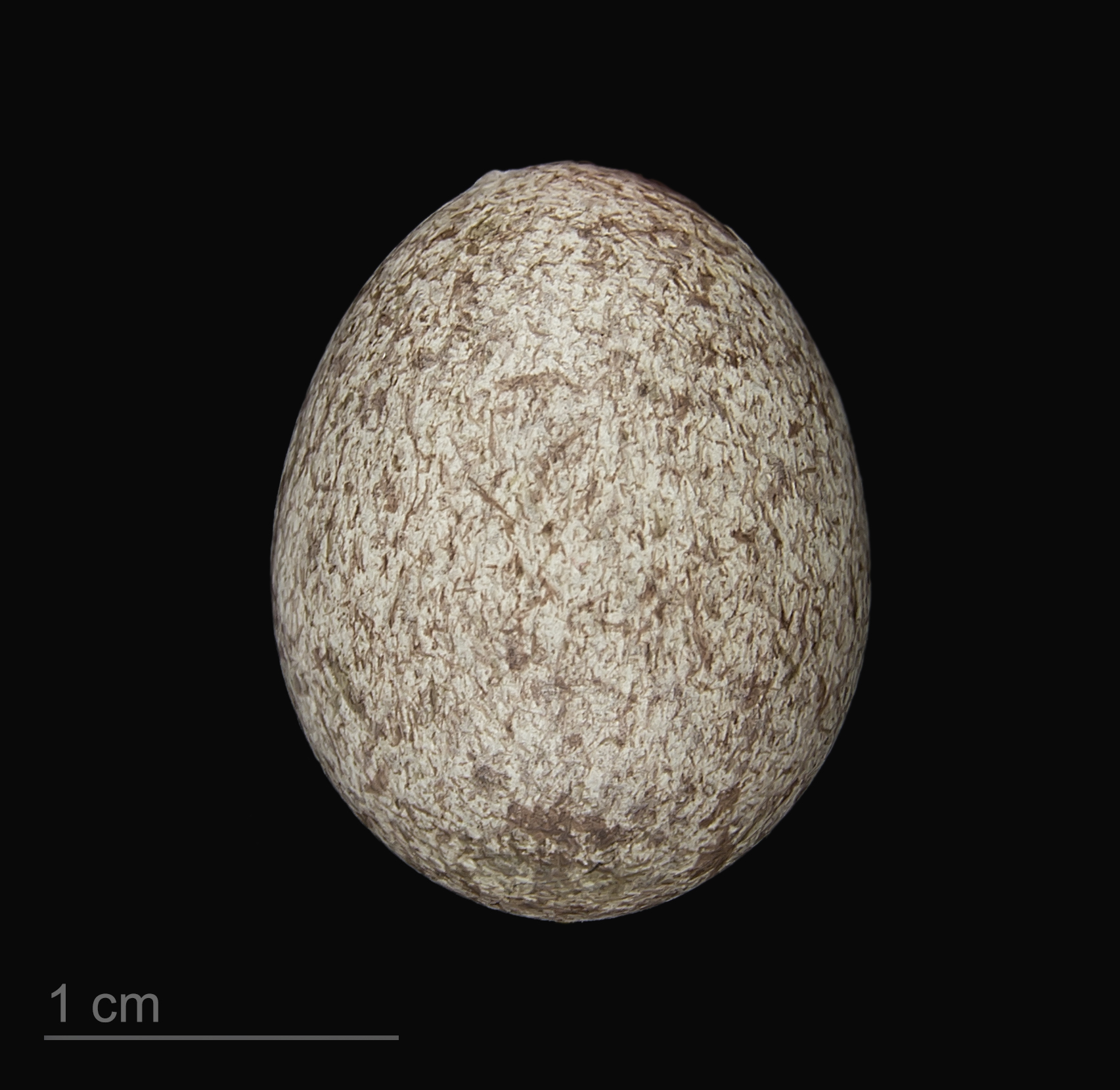
Œuf de Anthus pratensis - Muséum de Toulouse
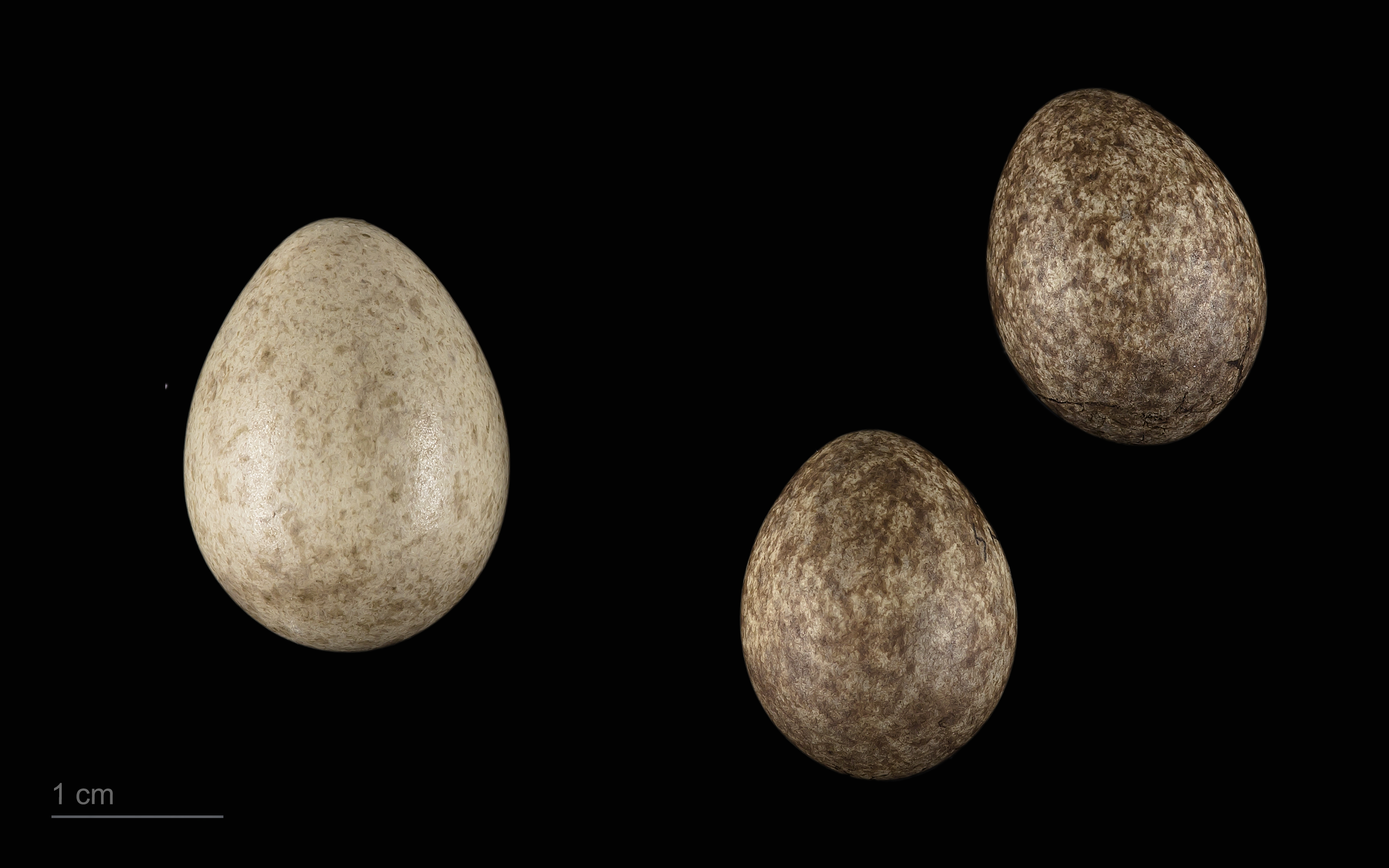
Œuf de Cuculus canorus canorus dans un nid de  Anthus pratensis  - Muséum de Toulouse